# 诺尔玛·哈里斯
诺尔玛·哈里斯（英語：Norma Harris，1947年4月22日—），美国前女子田径运动员，主攻短跑。她曾代表美国参加1963年泛美运动会田径比赛，获得女子4×100米接力金牌。